# Birhanu Legese
Birhanu Legese (amharisch ብርሃኑ ለገሰ; * 11. September 1994) ist ein äthiopischer Langstreckenläufer.

## Werdegang
2012 siegte er bei der Corrida de Houilles. 2013 wurde er Zweiter bei den 10 km von Taroudant, Dritter bei den World 10K Bangalore und Fünfter beim 10-km-Bewerb von Tout Rennes Court. Im Jahr darauf wurde er Vierter in Taroudant und Achter bei den Leichtathletik-Afrikameisterschaften 2014 über 5000 m.
2015 siegte er beim Berliner Halbmarathon, wurde Dritter beim Luanda-Halbmarathon und kam beim Kopenhagen-Halbmarathon auf den 17. Platz.
2015 und 2017 gewann er den Delhi-Halbmarathon.
2019 wurde er Zweiter beim Berlin-Marathon.
Im März 2020 gewann er den Tokio-Marathon in einer Zeit von 2:04:15 h. Bei diesem Rennen der World Marathon Majors waren ursprünglich etwa 40.000 Starter erwartet worden, aufgrund der Coronavirus-Pandemie durften aber lediglich 200 Eliteathleten in der japanischen Hauptstadt an den Start gehen.

## Persönliche Bestzeiten
- 3000 m: 7:51,09 min, 8. Juni 2014, Hengelo
- 5000 m: 13:08,88 min, 18. Mai 2014, Shanghai
- 10-km-Straßenlauf: 27:34 min, 10. März 2013, Taroudant
- Halbmarathon: 59:20 min, 29. November 2015, Neu-Delhi
- Marathon: 2:02:48 h, 29. September 2019, Berlin